# Campionato europeo di pallanuoto 2014 (femminile)
Il campionato europeo di pallanuoto 2014 femminile è stata la 15ª edizione del torneo femminile; si è giocato a Budapest nello Stadio del nuoto Alfréd Hajós dal 16 al 26 luglio 2014.
Il titolo è stato vinto per la prima volta nella storia dalla Spagna, capace di sconfiggere i Paesi Bassi in finale.

## Formula
La formula del torneo è stata la stessa delle ultime precedenti edizioni. Le 8 nazionali sono state divise in due gironi da quattro, terminati i quali le prime classificate sono state ammesse direttamente in semifinale, mentre le seconde e le terze hanno disputato i quarti. Sono stati disputati anche gli incontri necessari a stilare la classifica finale, determinanti per la qualificazione diretta al campionato successivo.

## Squadre partecipanti
Sono state ammesse di diritto alla fase finale le seguenti nazionali:
- Ungheria, paese ospitante
- Italia, campione europeo in carica
- Grecia, 2ª classificata all'Europeo 2012
- Russia, 4ª classificata all'Europeo 2012

Gli altri quattro posti disponibili sono stati assegnati tramite le qualificazioni.

- Francia
- Gran Bretagna
- Paesi Bassi
- Spagna

## Sorteggio
Il sorteggio dei gruppi si è tenuto il 9 marzo 2014.

### Gruppi
| Gruppo A                                  | Gruppo B                     |
| ----------------------------------------- | ---------------------------- |
| Grecia Ungheria Paesi Bassi Gran Bretagna | Italia Russia Spagna Francia |

## Fase preliminare

### Gruppo A
| Pos. | Squadra       | Pt | G | V | N | P | GF | GS | DR  |
| ---- | ------------- | -- | - | - | - | - | -- | -- | --- |
| 1.   | Paesi Bassi   | 9  | 3 | 3 | 0 | 0 | 32 | 23 | +9  |
| 2.   | Ungheria      | 6  | 3 | 2 | 0 | 1 | 39 | 24 | +15 |
| 3.   | Grecia        | 3  | 3 | 1 | 0 | 2 | 23 | 28 | -5  |
| 4.   | Gran Bretagna | 0  | 3 | 0 | 0 | 3 | 17 | 36 | -19 |

| Data     | Ora   | Gara          | Gara  | Gara        |
| -------- | ----- | ------------- | ----- | ----------- |
| 16-07-14 | 13:00 | Gran Bretagna | 7-9   | Grecia      |
| 16-07-14 | 17:30 | Paesi Bassi   | 12-11 | Ungheria    |
| 18-07-14 | 14:30 | Gran Bretagna | 5-11  | Paesi Bassi |
| 18-07-14 | 17:30 | Ungheria      | 12-7  | Grecia      |
| 20-07-14 | 14:30 | Paesi Bassi   | 9-7   | Grecia      |
| 20-07-14 | 17:30 | Gran Bretagna | 5-16  | Ungheria    |

### Gruppo B
| Pos. | Squadra | Pt | G | V | N | P | GF | GS | DR  |
| ---- | ------- | -- | - | - | - | - | -- | -- | --- |
| 1.   | Spagna  | 6  | 3 | 2 | 0 | 1 | 39 | 22 | +17 |
| 2.   | Italia  | 6  | 3 | 2 | 0 | 1 | 35 | 26 | +9  |
| 3.   | Russia  | 6  | 3 | 2 | 0 | 1 | 38 | 28 | +10 |
| 4.   | Francia | 0  | 3 | 0 | 0 | 3 | 14 | 50 | -36 |

| Data     | Ora   | Gara    | Gara  | Gara    |
| -------- | ----- | ------- | ----- | ------- |
| 16-07-14 | 14:30 | Italia  | 14-4  | Francia |
| 16-07-14 | 16:00 | Russia  | 10-9  | Spagna  |
| 18-07-14 | 13:00 | Francia | 4-18  | Spagna  |
| 18-07-14 | 16:00 | Russia  | 10-13 | Italia  |
| 20-07-14 | 13:00 | Russia  | 18-6  | Francia |
| 20-07-14 | 16:00 | Italia  | 8-12  | Spagna  |

## Fase finale
|  | Quarti di finale | Quarti di finale | Quarti di finale |  |              | Semifinali         | Semifinali         | Semifinali         |  |  | Finale             | Finale             | Finale             |
|  |                  |                  |                  |  |              |                    |                    |                    |  |  |                    |                    |                    |
|  |                  |                  |                  |  |              | A1                 | Paesi Bassi        | 12                 |  |  |                    |                    |                    |
|  | B2               | Italia           | 11               |  |              | A1                 | Paesi Bassi        | 12                 |  |  |                    |                    |                    |
|  | B2               | Italia           | 11               |  | Italia (dtr) | 11                 |                    |                    |  |  |                    |                    |                    |
|  | A3               | Grecia (dtr)     | 9                |  |              | 11                 |                    |                    |  |  |                    |                    |                    |
|  |                  |                  |                  |  |              |                    |                    |                    |  |  |                    | Paesi Bassi        | 5                  |
|  |                  |                  |                  |  |              |                    |                    |                    |  |  |                    | Paesi Bassi        | 5                  |
|  |                  |                  |                  |  |              |                    |                    |                    |  |  |                    | Spagna             | 10                 |
|  |                  |                  |                  |  |              | B1                 | Spagna             | 9                  |  |  |                    | Spagna             | 10                 |
|  | A2               | Ungheria         | 11               |  |              | B1                 | Spagna             | 9                  |  |  |                    |                    |                    |
|  | A2               | Ungheria         | 11               |  | Ungheria     | 8                  |                    |                    |  |  |                    |                    |                    |
|  | B3               | Russia           | 7                |  |              | 8                  |                    |                    |  |  |                    |                    |                    |
|  | B3               | Russia           | 7                |  |              |                    |                    |                    |  |  |                    |                    |                    |
|  |                  |                  |                  |  |              | Finale 5º/6º posto | Finale 5º/6º posto | Finale 5º/6º posto |  |  | Finale 3º/4º posto | Finale 3º/4º posto | Finale 3º/4º posto |
|  |                  |                  |                  |  |              |                    |                    |                    |  |  |                    |                    |                    |
|  |                  |                  |                  |  |              |                    | Russia             | 7                  |  |  |                    | Ungheria           | 10                 |
|  |                  |                  |                  |  |              |                    | Grecia             | 5                  |  |  |                    | Italia             | 9                  |

### Risultati

#### Quarti di finale
| Arbitri: | Bender Margeta |

|          |           |            |
| 3: Antal | Marcatori | 2: Grineva |

| Arbitri: | Schwartz Alexandrescu |

|                       |           |            |
| 2: Di Mario, Bianconi | Marcatori | 2: Asimaki |

#### Semifinali
| Arbitri: | Ciric Franulovic |

|               |           |                 |
| 4: Keszthelyi | Marcatori | 4: Garcia Godoy |

| Arbitri: | Naumov Margeta |

|              |           |                        |
| 2: Garibotti | Marcatori | 2: van der Sloot, Smit |

#### Finale 7º/8º posto
| Arbitri: | Dreval Dutilh-Dumas |

|                 |           |                   |
| 3: Gibson-Byrne | Marcatori | 2: Guillet, Tardy |

#### Finale 5º/6º posto
| Arbitri: | Taylor Grandin |

|               |           |                                                          |
| 3: Prokof'eva | Marcatori | 1: Tsoukala, Plevritou, Avramidou, Asimaki, Charalampidi |

#### Finale 3º/4º posto
| Arbitri: | Dutilh-Dumas Teixido |

|          |           |             |
| 3: Antal | Marcatori | 3: Bianconi |

#### Finale
| Arbitri: | Taccini Stavropoulos |

|                 |           |                  |
| 3: Garcia Godoy | Marcatori | 3: van der Sloot |

## Classifica finale
| Pos. | Squadra       |
| ---- | ------------- |
|      | Spagna        |
|      | Paesi Bassi   |
|      | Ungheria      |
| 4    | Italia        |
| 5    | Russia        |
| 6    | Grecia        |
| 7    | Francia       |
| 8    | Gran Bretagna |

## Classifica marcatrici
|  | Gol | Marcatore               | Squadra       |
|  | --- | ----------------------- | ------------- |
|  | 19  | Rita Keszthelyi         | Ungheria      |
|  | 16  | Roser Tarragò           | Spagna        |
|  | 14  | Maica García            | Spagna        |
|  | 13  | Roberta Bianconi        | Italia        |
|  | 13  | Ekaterina Prokof'eva    | Russia        |
|  | 12  | Barbara Bujka           | Ungheria      |
|  | 11  | Dora Antal              | Ungheria      |
|  | 11  | Tania Di Mario          | Italia        |
|  | 11  | Catharina van der Sloot | Paesi Bassi   |
|  | 10  | Ciara Gibson-Byrne      | Gran Bretagna |
|  | 10  | Ėl'vina Karimova        | Russia        |
|  | 10  | Lieke Klaassen          | Paesi Bassi   |